# Pseudochthonius strinatii
Pseudochthonius strinatii es una especie de arácnido  del orden Pseudoscorpionida de la familia Chthoniidae.

## Distribución geográfica
Se encuentra en Brasil.